# 大花香草
大花香草（学名：Lysimachia grandiflora）是报春花科珍珠菜属的植物，是中国的特有植物。分布在中国大陆的云南等地，多生在林中，目前尚未由人工引种栽培。
种名grandiflora意为“大花的”。

## 别名
大花排草（拉汉种子植物名称）